# Тайна среднего пролёта
«Тайна среднего пролёта» или «Ужас среднего пролета» (англ. The Horror from the Middle Span) — рассказ американского писателя Говарда Филлипса Лавкрафта, который после его смерти дописал Август Дерлет. Вошел в сборник «Странники в ночи», выпущенный тиражом в  5,070 экземпляров в 1974 году издательства «Arkham House».

## Сюжет
В 1928 году Амброз Бишоп приезжает в старинный дом своего двоюродного деда Септимуса Бишопа, который исчез 20 лет назад. Дом стоит на холме в верховьях реки Мискатоник, за пиком Эйлсбери, к северу от Данвича, штат Массачусетс. Тобиаса Уэйтли, лавочник в Данвиче, рассказал, что его в деда вместе с некой магической тварью убили соседи за колдовство. Септимус проклял некоторых людей и потом их дома обрушились, а затем они поумирали один за другим. Амброуз едет в Аркхем и находит в архивах газет статью о том, что озлобленные местные жители из-за страха суеверий сожгли дом Септимуса, а также зацементировали опору моста по дороге Крэйри-роуд. 

Амброуз возвращается в дом, который был слажен из каменных блоков, а на втором этаже была достроена терраса и башня. Внутри башни стит телескоп, а стены расписаны астрономическими символами и знаком пятиконечной звезды. В подвале странные знаки начертены на полу, а рядом стоит алтарь и два люка. На полках стоят кнгии эзотерического характера и тома по астрономии 1623 года, а также несколько текстов на немецком языке и латыни. Септимус писал в записях про Ктулху, Хастура, Шуб-Ниггурат, Белиала и Вельзевула. Эйсенаф Браун написал ему письмо: 
Именем Азатота, силой знака Сияющего Трапециоэдра, ты постигнешь все, как только призовешь Духа Тьмы. Дождись наступления ночи и не зажигай света, ибо "Тот, кто следует тропою тьмы", не показывает себя и сторонится света. Ты узнаешь все тайны. Рая и Ада. Все загадки миров, неведомых живущим на Земле, откроются тебе. Храни терпение и помни, что, несмотря на многие невзгоды, мы по-прежнему благоденствуем в тайне от всего мира у себя в Провиденсе.
Письмо колдуна Уэйтли:
Да, применив формулу Дхо, можно увидеть внутренний город на магнитных полюсах. Я открою вам формулу Дхо. А заодно и Лхо-Хна. И еще я сообщу вам углы плоскостей и формулы между Йр и Нххнгрт. Пришельцы из воздуха не могут обходиться без человеческой крови. Как вам известно, они получают из нее тело. Вы и сами сможете сделать это, если будете уничтожены не Знаком, а иначе. Я видел вас и того, кто ходит за вами в образе женщины. Но силой зрения, которым меня наделили те, кого я вызывал, я видел его истинный лик, вам он тоже должен быть известен. А потому, я полагаю, недалек тот день, когда вы сможете лицезреть то, что я вызову, в моем собственном обличий. Надеюсь, что вас это не испугает. Преданный вам во имя "Того, Кого Не Должно Называть Вслух".
Амброуз находит тоннель, что ведет к реке, прямо к полуразрушенному, каменному мосту, от которого сохранился только средний пролет, украшенный пятиконечной звездой. Внезапно началась буря, которая разрушает опоры моста. Амброуз находит на берегу кости человека и неизвестного существа. Эти кости очень странные: длинные и гибкие, как плети, которые переплелись с скелетом человека. Амброуз сложил кости в мешок и отнес его в подвал, а когда вернулся за ним, то увидел, что мешок пуст. 
Ночью Амброузу снились кошмары про существ Извне (англ. Things from outside) и то, как кости, обрастая плотью, меняют форму: они превращались в черного кота, чудовище со щупальцами, гигантскую свиноматку, обнаженную блудницу. Внезапно, Амброза разбудил чей-то плачь и грохот. Он заметил в окне высокую худую фигуру человека, у ноги которого терлась некая бесформенная тварь (англ. Abominable shape). Существо идет в дом. Амброз входит в комнату и видит, как за столом сидит живой Септимус Бишоп и жуткая чешуйчатая тварь с лицом миловидной женщины. Амброуз упал в обморок, но Септимус вернул его в сознание касанием руки. Дед оповестил внука об надвигающейся опасности. На лесной опушке показались огни множества факелов озлобленных жителей. На этом Бишопы уходят в тоннель...
Газеты писали, что данвичцы отстроили заново старый мост по Крэйри-роуд, при том в бетоне, украсив его «Знаком Властителей Древности».

## Персонажи
Амброз Бишоп — внучатый племянник Септимуса Бишопа, сын Уильяма и внук Питера. Жил в Лондоне, а его предки переселились из Англии в Данвич более 200 лет назад. Скептически настроен к любым суевериям, потому что считает себя образованным человеком из новой эпохи, настойчив, смел, любопытен. 
Септимус Бишоп — колдун, вел замкнутый образ жизни, Высок, худощав, ему 57 лет. Получил образование в Гарварде. Является представителем английской ветви семьи Бишопов. Человек большой учености и непримиримого противника любых суеверий. Будучи человеком состоятельным, всецело посвятил себя научным изысканиям, астрономии, астрологии. Исчез летом 1929 года. 
Тобиас Уэйтли — бакалейщик в Данвича. Седобородый старец с худым изможденным лицом. Молчалив и неприветлив, невежественный, деревенщина, полный суеверных страхов. 

## Связь с другими произведениями
В романе «Случай Чарльза Декстера Варда» упоминаются магические формулы Дхо-хна и другие заклинания, а также «Тот, кого нельзя называть».
В рассказе «Ужас Данвича» описаны кошмарные события, когда колдун призвал чудовище в Данвиче, а также упоминаются магические формулы Дхо-хна.
В рассказе «Обитающий во Тьме» писатель Роберт Блейк находит Сияющий Трапециоэдр в церкви, в Провиденс, после чего видит «Того, кто следует тропою тьмы».